# علف تابستانی (سرده)
علف تابستانی (نام علمی: Koeleria) نام یک سرده از تیره گندمیان است.